# Léa Parker
Léa Parker je francouzský televizní seriál vysílaný od 29. února 2004 v televizi M6. V České republice byl vysílán na TV Nova. Má 50 epizod po 52 minutách. V hlavních rolích je tým speciálních tajných jednotek francouzské policie, kterému velí Maximilien Plastrone, který je zároveň i otcem Lei Parker. Dalšími členy týmu jsou Camille Parker, Benoît Morin a Alex Fisher.

## Obsazení
- Sonia Rolland - Léa Parker
- Luc Bernard - Maximilien Plastrone
- Julie Boulanger - Camille Parker
- Guillaume Gabriel - Nicolas
- Alexandre Le Provost - Alexandre « Alex » Fisher
- Matthieu Tribes - Benoît Morin

## Seznam dílů

### První řada (2004)
1. Grand Hôtel
2. Boxe Thaï
3. Comédie musicale
4. Casino clandestin
5. Kidnappée
6. L'appât
7. Virus
8. La liste noire
9. Mise à pied
10. Serpent de jade
11. La Fac
12. La recrue
13. Haute tension
14. Chaos
15. Trahisons
16. Manèges
17. Racket
18. Trafic de luxe
19. Révélations - 1. část
20. Révélations - 2. část

### Druhá řada (2005)
1. Pont neuf
2. Belles de nuit
3. Souffle court
4. La loi du cirque
5. Les Mariannes
6. Trafic portuaire
7. Manipulations
8. Contrefaçon
9. Combat clandestin
10. Double jeu
11. Risque majeur
12. En immersion
13. Braqueurs
14. Le solitaire
15. Copie conforme - 1. část
16. Copie conforme - 2. část
17. Ondes mortelles
18. La loi du silence
19. Prise d'otage
20. Chinatown
21. L'hippodrome
22. Poison mortel
23. Chantage
24. En voie de disparition
25. Hôtel de luxe
26. Effet de serre
27. Entre la vie et la mort
28. Le ballet
29. Menaces
30. L'appel du coeur